# Someone (The Rembrandts)
Someone is een nummer van het Amerikaanse duo The Rembrandts uit 1991. Het is de tweede single van hun titelloze debuutalbum.
Het nummer deed het in Amerika een stuk minder goed dan voorganger "Just the Way It Is, Baby". Het flopte in de Billboard Hot 100 met een 78e positie. In Nederland kwam het niet verder dan de 17e positie in de Tipparade.